# Mai Masri
Mai Masri (Amã, 2 de abril de 1959, em árabe: مي المصري) é uma cineasta nascida na Jordânia e nacionalizada palestiniana e norte-americana. Tem dirigido mais de dez filmes desde 1983, fazendo ênfase principalmente na sociedade palestiniana e do Médio Oriente nas suas produções. Mai Masri foi um dos primeiros cineastas palestinianos a documentar a vida na Palestina sob a ocupação israelita.

## Biografia

### Primeiros anos
Masri nasceu em Amã, na Jordânia, a 2 de abril de 1959. É filha do político e empresário Munib Masri de Nablus e de uma mãe norte-americana proveniente do estado de Texas. Masri foi criada em Beirut, onde viveu a maior parte da sua vida. Graduou-se na Universidade Estatal de São Francisco em 1981. Pouco tempo depois, retornou a Beirut e começou a desempenhar a sua carreira no cinema.

### Plano pessoal
Masri conheceu o seu esposo, o cineasta libanês Jean Chamoun, em 1982. Juntos têm realizado vários filmes. Casaram-se em 1986 e tiveram duas filhas, Nour e Hana. Mai vivia para perto de um acampamento de refugiados palestinianos em Chatila, Beirut, quando militantes das Falanges Libanesas levaram a cabo o massacre de Sabra e Chatila, em 1982.

## Obra

### Filmografia
Os filmes de Masri centram-se nas regiões da Palestina e do Médio Oriente e têm ganho vários prémios em festivais de cinema de todo mundo.
- Under the Rubble (1983)
- Wild Flowers: Women of South Lebanon (1986)
- War Generation (1989)
- Children of Fire (1990)
- Suspendam Dreams (1992)
- Hanan Ashrawi: A Woman of Her Time (1995)
- Children of Shatila (1998)
- Frontiers of Dreams and Fears (2001)
- Beirut Diaries (2006)
- 33 Days (2007)
- 3000 Nights (2015)